# 阿尔曼·哈尔
阿尔曼·哈尔（英語：Arman Hall，1994年2月12日—）是一名专攻400米赛跑的美国短跑运动员。他曾代表美国参加2016年里约奥运，结果获得男子4×400米接力项目的金牌。